# Cercle islamique d’Amérique du Nord
Le Cercle Islamique d’Amérique du Nord (« CIAN ») - aussi connu sous son nom anglais « Islamic Circle of North America » (« ICNA ») - est une organisation regroupant différentes associations islamiques, principalement au Canada et aux États-Unis. L’association est active depuis 1968 et ses statuts officiels datent de 1971. 
Le CIAN a été créé par des membres de la Muslim Students Association (MSA). Ses fondateurs faisaient principalement partie de la communauté d’origine indienne et pakistanaise en Amérique du Nord.
L’ICNA a moins de membres et a une culture plus conservatrice que d’autres associations musulmanes comparables, telles que la Islamic Society of North America. Ainsi par exemple, l’ICNA organise des réunions séparées pour les femmes lors de ses congrès nationaux. Par ailleurs, les femmes n’ont le droit de prendre la parole dans le cadre des conférences de l’ICNA que depuis 2002.
Le siège de l’association se trouve à Jamaica, dans la ville de New York. Il abrite des salles de classe, une salle de lecture, et une petite mosquée. L’association a aussi installé des bureaux à Detroit, dans l’état du Michigan, et à Oakville, dans la province canadienne de l’Ontario.

## Histoire
En 1971, un groupe de membres de la Muslim Students Association de Montréal d’origine indienne et pakistanaise et qui avaient participé aux mouvements islamiques dans leurs pays d'origine, ont fondé un cercle d'étude islamique (« halaqa »), qui deviendra par la suite l’ICNA. La « Sisters’ Wing », c’est-à-dire la partie de l’association dédiée aux femmes, a été créée en 1979.
L’ICNA s’est fait remarquer dans le cadre de la polémique autour de la publication des caricatures de Mahomet dans le journal Jyllands-Posten. L’association a fortement condamné toute représentation graphique du prophète Muhammad. 
En 2002, environ douze mosquées déclarent être affiliées à l’ICNA. Depuis 2013, le président de l’association est Naeem Baig. 

## Mission
L’ICNA s’est fixé comme mission de « rechercher le plaisir d'Allah à travers la lutte de Iqamat-ud-Din, l’imposition d’un mode en conformité avec l’islam tel que décrit dans le Coran et la Sunnah de Mahomet. »
Pour atteindre ce but, l’ICNA tente de : 
- inviter l'humanité à mieux comprendre le Créateur en utilisant tous les moyens de communications.

- motiver les musulmans à être les témoins de l’Islam envers l'humanité à travers leurs paroles et leurs actes.

- organiser toutes les personnes qui s’engagent à travailler pour l’accomplissement de ces objectifs selon les règles de disciplines d’ICNA.

- proposer des opportunités de formation pour étendre et approfondir la connaissance de l’islam et renforcer le caractère des musulmans, mais aussi pour développer les compétences de tous ceux qui sont associés à l’ICNA.

- s'opposer à l'immoralité et à l'oppression sous toutes ses formes, et soutenir les efforts de promotion des libertés publiques et de la justice sociale.

- renforcer les liens de communauté en apportant une aide à tous ceux dans le besoin, et en particulier dans les quartiers défavorisés des grandes villes de l'Amérique du Nord.

- travailler en collaboration avec d'autres organisations pour la mise en œuvre de ce programme et l'unité de l’oumma.

## Projets et activités
L’ICNA publie une revue intitulée « The Message International » (anciennement publié sous le titre de « Tahreek ») tous les deux mois depuis 1989. 
L’ICNA a aussi plusieurs projets de prosélytisme (« dawah ») : 
- Une hotline gratuite pour les non-musulmans (1-877-WhyIslam) qui songent à se convertir à l’islam.
- distribution de littérature islamique dans les lieux publics mais aussi dans les mosquées, par courrier, dans les prisons…
- la gestion du site internet Why Islam ? lancée en avril 2000 dans le but d’aider le grand public à mieux comprendre l’Islam.
- Soutien aux organisations étudiantes musulmanes.

Le congrès annuel de l’ICNA est l'un des plus grands rassemblements de musulmans américains aux États-Unis, attirant des milliers de personnes. Le 33e congrès annuel s’est tenu à l’Hôtel Renaissance Waverly à Atlanta. L’évènement fut co-parrainé par la American Muslim Society. Le 38e congrès annuel de l'ICNA-MAS a réuni un nombre record d’environ 18 000 personnes dans le Palais des Congrès de Hartford, et avait pour thème « Trouver le bonheur dans l’islam ». 
L’ICNA a participé à un dialogue interreligieux avec une association d’évêques américains (« U.S. Bishops' Committee for Ecumenical and Interreligious Affairs. »)

## Idéologie
ICNA cherche à promouvoir l'islam et le mode de vie islamique aux États-Unis. L’association a milité contre la guerre en Afghanistan, et a par ailleurs des positions très prononcées sur le conflit israélo-palestinien. L’ICNA soutient la défense des droits humains du peuple palestinien, tout en condamnant les actes violents contre la population israélienne.
Selon Hossein Nasr, professeur d’Études Islamiques à l’Université américaine George Washington, l’ICNA s’inspire des idées du théologien pakistanais Sayyid Abul Ala Maududi, et possède une structure similaire à celle du parti politique Jamaat-e-Islami, fondé par ce dernier. Le professeur d’Études Islamiques John Esposito de l’Université de Georgetown a même affirmé en 2004 que l’ICNA avait des liens avec le Jamaat-e-Islami.   
L’ICNA a fortement condamné la tentative d’attentat à la voiture piégée de Times Square en 2010. En 2011, l’ICNA a approuvé de manière publique les initiatives de lutte contre le terrorisme annoncées par le Président Barack Obama.

## Liens supposés avec le terrorisme
En juillet 2002, Anwar al-Awlaqi, connu des services de renseignement occidentaux en tant que recruteur de djihadistes pour al-Qaïda et qui a eu des contacts notamment avec trois des terroristes du 11 septembre, le tireur de la fusillade de Fort Hood, ainsi qu’ Umar Farouk Abdulmutallab, a fait un discours lors d'un Congrès de l’ICNA et de la Muslim Association of America à Baltimore. Cependant, à l’époque du discours, Anwar al-Awlaqi n’avait pas encore été accusé d’assistance au terrorisme. Lorsque des poursuites ont été engagées contre lui en 2010, le Conseil de la charia de l’ICNA a vivement dénoncé les vues, les actions et les activités terroristes d'al-Awlaqi.
D’après l’homme politique américain Joe Kaufman, l’ICNA est le principal donateur à l’association caritative Al-Khidmat Foundation, une branche du parti islamique Jamaat-e-Islami. Cette fondation fournit à son tour une aide financière importante au Hamas.
Selon Yehudit Barsky, un expert sur le terrorisme travaillant au sein de  l'American Jewish Committee, l’ICNA « est composé de membres de la Jamaat e-Islami, une organisation radicale islamique pakistanaise similaire aux Frères Musulmans qui a facilité la montée en puissance des talibans. »
En 2013, le Tribunal international pour les crimes de guerre de Dacca a condamné Ashrafuz Zaman Khan, ancien président du bureau de New York de l’ICNA, pour avoir torturé et assassiné neuf enseignants de l'Université de Dacca, six journalistes et trois médecins au cours de la guerre de libération du Bangladesh en 1971. Le magistrat président du tribunal a déclaré que le ministère public avait apporté des preuves suffisantes pour chacun des onze chefs d'accusation «au-delà de tout doute raisonnable» et a prononcé la peine de mort. 
En 2014, l’ICNA a publié un article soutenant Ghulam Azam, qui a été condamné pour crimes de guerre pendant la guerre de libération du Bangladesh.